# Sophie Germain

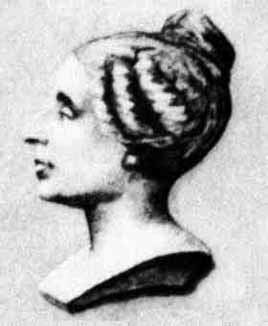
Sophie Germain

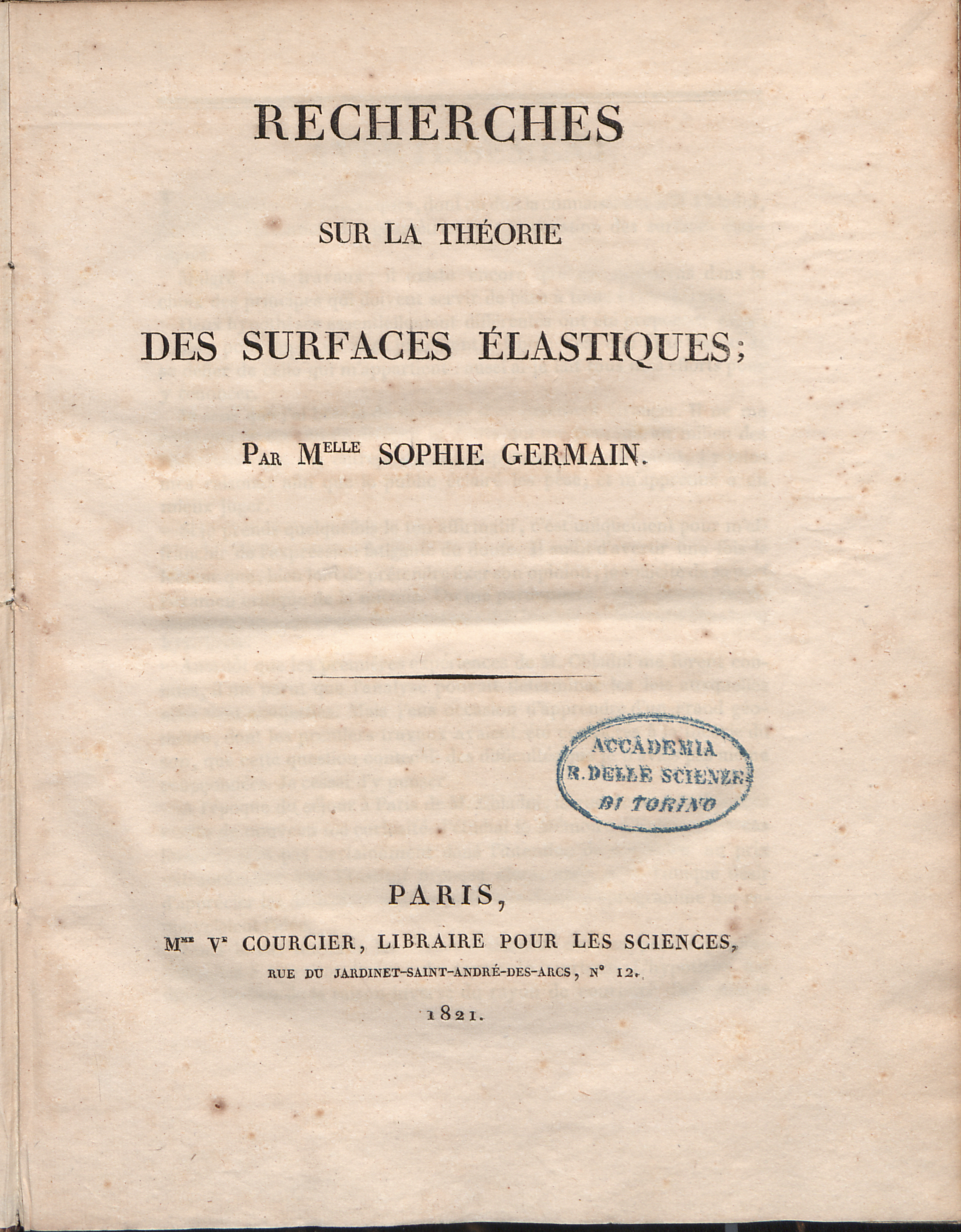
Récherches sur la théorie des surfaces élastiques, 1821

Marie-Sophie Germain (ur. 1 kwietnia 1776 w Paryżu, zm. 27 czerwca 1831 tamże) – francuska matematyczka.
Największe osiągnięcia Germain dotyczą teorii liczb i teorii sprężystości. W teorii liczb wiele prac poświęciła dowodowi wielkiego twierdzenia Fermata. Wprowadziła tu pojęcie liczb pierwszych Germain i udowodniła, że jeśli p jest taką liczbą, to dla wykładnika p prawdziwy jest szczególny przypadek wielkiego twierdzenia Fermata.

## Życiorys
Pochodziła ze średnio sytuowanej rodziny kupieckiej, zamieszkałej w Paryżu. Matematyką zainteresowała się w wieku 13 lat, mimo silnych oporów ze strony rodziców, którzy starali się odciągnąć córkę od zajęć, które wówczas postrzegano jako męskie. Gdy w 1795 założono Ecole Polytechnique, mimo postępowych haseł wypisanych na sztandarach rewolucji francuskiej, wstęp dla kobiet był na nią zamknięty, jednak system działalności uczelni zapewniał dostęp do notatek z wykładów każdemu, kto o nie poprosił. W ten sposób Sophie zdobyła notatki z wykładów i pod nazwiskiem Le Blanc napisała do Lagrange'a, jednego z najlepszych ówczesnych matematyków na świecie. Orientując się, że ma do czynienia z talentem matematycznym pierwszej wody, Lagrange wymógł na Germain spotkanie i, pomimo że tajemniczy Le Blanc okazał się kobietą, został jej nauczycielem.
Równie owocna okazała się korespondencja Germain z Legendrem, która dość szybko przerodziła się we współpracę. Kilka wyników Germain zostało opublikowanych przez Legendre'a w jego książce o teorii liczb.
Le Blanc nie zniknął jednak z kart historii – Germain ponownie użyła tego nazwiska w korespondencji z Gaussem, którą rozpoczęła w roku 1804 od uwag związanych z jego Disquisitiones arithmeticae. Gauss odkrył jej tożsamość dopiero w roku 1806, gdy Germain wymogła gwarancję bezpieczeństwa dla księcia matematyków podczas wojny francusko-pruskiej.
W roku 1811 Germain wzięła udział w konkursie ogłoszonym przez Francuską Akademię Nauk, którego tematem było wyjaśnienie powstawania figur Chladniego. Są to regularne wzory, jakie tworzy na przykład piasek rozsypany na dużej płycie, która zaczyna drgać. Pierwsza i druga edycja konkursu nie przyniosły rozstrzygnięcia, w trzeciej (w 1816 r.) zwyciężyła Germain, pokonując w niej Poissona.
Francuska Akademia Nauk nie doceniała jej jednak. Większe uznanie zyskała Germain ze strony uniwersytetu w Getyndze, który przyznał jej stopień honorowy, lecz jeszcze przed jego otrzymaniem Sophie zmarła na raka piersi.